# 譚永浩
譚永浩（英語：Jarryd Tam Wing Ho，1987年8月25日—），香港男演員、節目主持、歌手及廣告模特兒，亦是《英皇新秀歌唱大賽2010》「金咪大獎」得主，現為無綫電視經理人合約藝員。

## 背景

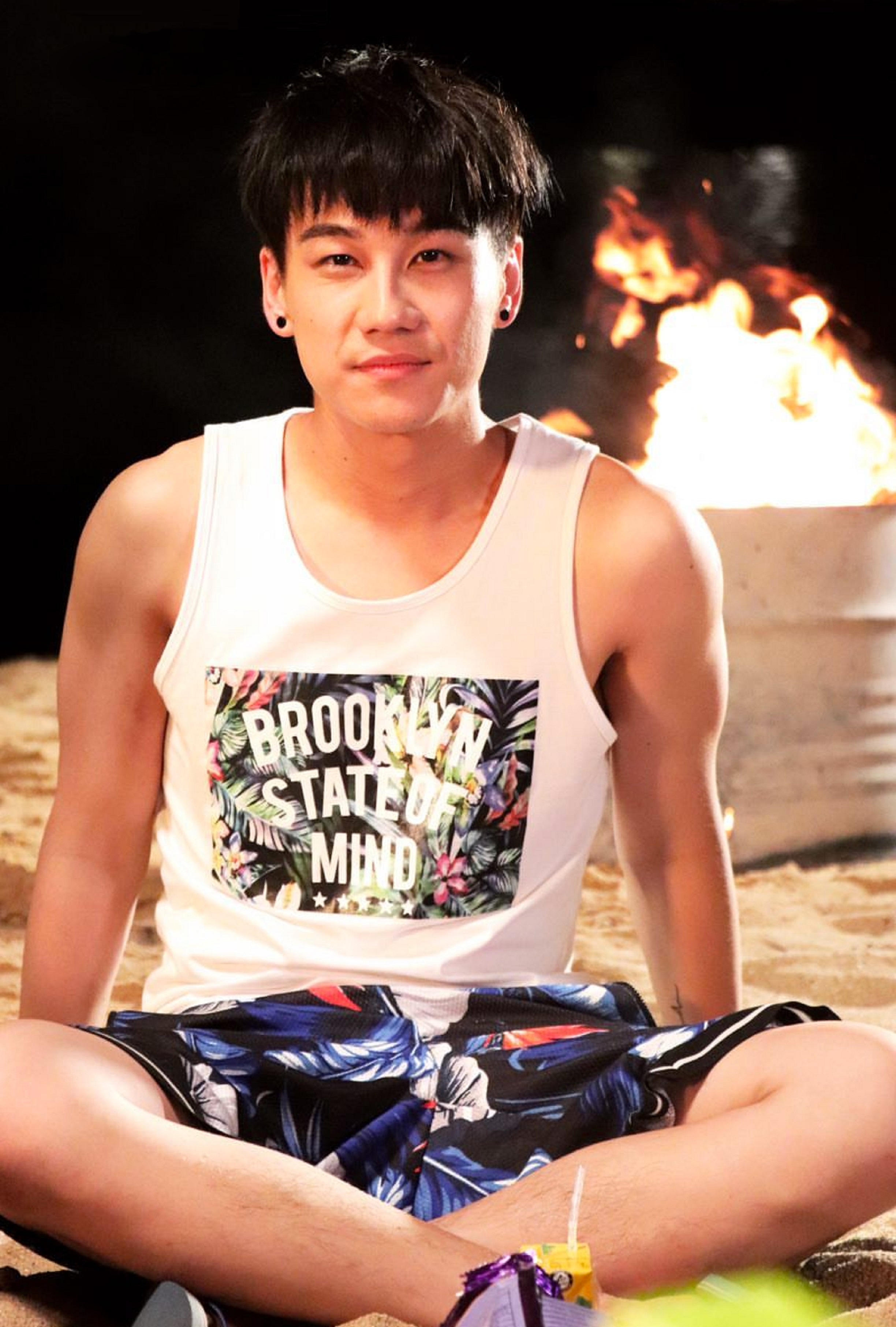
《救妻同學會》留影
（2018年9月11日）

譚永浩在單親家庭長大，母親任職會計師，胞妹則是香港滾軸溜冰代表隊成員譚芷澄。他早年就讀番禺會所華仁小學（1999年第26屆小六畢業生），2004年畢業於香港華仁書院中五年級，曾為學校樂隊主音和足球隊代表；2006年修畢玫瑰崗學校商科部預科課程，在學期間也曾擔任舞蹈學會主席，且帶領學會參與多個公開演出活動及比賽，更是學校常用活動司儀之一。2004年，他獲星探發掘，之後參與拍攝青春偶像劇《赤沙印記@四葉草.2》，飾演「梁志平」一角而為人所認識。2010年，他參加《英皇新秀歌唱大賽》，並奪得「金咪大獎」和「最受歡迎網上人氣獎」兩項殊榮；2012年則入讀無綫電視第二十六期藝員訓練班，翌年便正式與無綫電視簽約，陸續演出多部電視劇集。
2014年，譚永浩開始擔任青少年節目《激優一族》（後改名為《Y Angle》）主持，2015年還加入 J2 台節目《安樂蝸》，成為其中一位常規主持；同年亦開始活躍於網絡世界，開設個人 YouTube 頻道發佈歌唱影片，2016年又跟兩位藝人朋友盧峻峯、董敬文一起成立面書專頁「喂 霞姨」，拍攝輕鬆逗趣短片，當中以「一人有一首主題曲」系列較為人所認識。2018年，他在《救妻同學會》裡飾演要角「徐嘉偉（PatPat）」，再次受到注目；翌年5月轉簽經理人合約，並在周慧敏見證下到以色列耶路撒冷受洗成為基督徒。2022年2月，他感染新冠肺炎和在家休養一個月。

## 感情生活
譚永浩入行前曾有一位拍拖7年半的女朋友，但自覺事業上未見起色而放棄感情。2019年，他參演舞台劇《我們的青春日誌》，與同劇演員杜小喬合演情侶，期間透過 Instagram 宣佈正式交往。

## 演出作品

### 電視劇
| 首播        | 劇名               | 角色                                           |
| 無綫電視    |                    |                                                |
| 2004年      | 赤沙印記@四葉草.2  | 梁志平                                         |
| 2013-2015年 | 愛·回家 (第一輯)   | 阿 俊（第229集）                               |
| 2013-2015年 | 愛·回家 (第一輯)   | 路 人（第248集）                               |
| 2013-2015年 | 愛·回家 (第一輯)   | 學生甲（第263集）                              |
| 2013-2015年 | 愛·回家 (第一輯)   | 模特兒（第289集）                              |
| 2013-2015年 | 愛·回家 (第一輯)   | 兄 弟（第300集）                               |
| 2013-2015年 | 愛·回家 (第一輯)   | 韓國助導（第618集）                            |
| 2013年      | 神鎗狙擊           | 記 者（第3集）                                 |
| 2014年      | 單戀雙城           | 少年細哨（第18集）                             |
| 2014年      | 廉政行動2014       | 廉政公署調查員（第1、3 - 5集）                 |
| 2014年      | 忠奸人             | 馬啟源手下                                     |
| 2014年      | 載得有情人         | 虎手下                                         |
| 2014年      | 我們的天空         | 李進明（第3集）                                |
| 2014年      | 再戰明天           | 蘇衛森（第16集）                               |
| 2014年      | 老表，你好hea！    | 餐廳侍應（第18集）                             |
| 2014年      | 八卦神探           | 魯 邦（第8、9集）                              |
| 2015年      | 拆局專家           | 馬展藍（第12集）                               |
| 2015年      | 樓奴               | 勞多樂同學（第6、14集）                        |
| 2015年      | 愛·回家 (第二輯)   | 向 榮（Calvin）                                |
| 2015年      | 張保仔             | 清 兵（第11集）                                |
| 2015年      | 張保仔             | 紅旗幫海盜                                     |
| 2015年      | 張保仔             | 要員保護組警察（第32集）                       |
| 2016年      | 鐵馬戰車           | Alvis（第18集）                                |
| 2016年      | 殭                 | 泰拳學會會員（第3集）                          |
| 2016年      | 完美叛侶           | 蕭偉業                                         |
| 2016年      | 一屋老友記         | 採訪記者（第29集）                             |
| 2016年      | 巨輪II             | 記 者（第3集）                                 |
| 2016年      | 流氓皇帝           | 看 場                                          |
| 2016年      | 巾帼枭雄之谍血长天 | 日軍士兵（第4集）                              |
| 2017年      | 同盟               | 令熊保鑣（第1、3、4、9集）                     |
| 2017年      | 踩過界             | 檢控官助手（第19 - 21集）                      |
| 2017年      | 燦爛的外母         | 崔俊浩                                         |
| 2017年      | 雜警奇兵           | 李浩培                                         |
| 2017年      | 老表，畢業喇！     | 少年街頭歌手（第17集）                         |
| 2017年      | 誇世代             | 賊 人（第7集）                                 |
| 2017年      | 溏心風暴3          | 記 者（第1、36、37集）                         |
| 2018年至今  | 愛·回家之開心速遞  | 洪 中（第352集）                               |
| 2018年至今  | 愛·回家之開心速遞  | 新 郎（第1171集）                              |
| 2018年至今  | 愛·回家之開心速遞  | 陳立拾（第1932集至今）                         |
| 2018年      | 波士早晨           | 富二代                                         |
| 2018年      | 三個女人一個「因」 | 高子安（第3、5集）                             |
| 2018年      | 翻生武林           | 何天殘                                         |
| 2018年      | 逆緣               | 胡柱光                                         |
| 2018年      | 特技人             | Paul                                           |
| 2018年      | 是咁的，法官閣下   | 年青饒力宏（第1、7、14、18、19、20、22、23集） |
| 2018年      | 救妻同學會         | 徐嘉偉                                         |
| 2019年      | 福爾摩師奶         | 張仕文                                         |
| 2019年      | 婚姻合伙人         | Norman（第4、6集）                             |
| 2019年      | 婚姻合伙人         | 電台節目主持（第19集）                         |
| 2019年      | 她她她的少女時代   | Old Chef 結他手（第8、9集）                    |
| 2020年      | 機場特警           | 年輕父親（第13集）                             |
| 2021年      | 寶寶大過天         | 逸 希（Hayden）                                |
| 2021年      | 七公主             | 曹政之                                         |
| 2021年      | 把關者們           | 利民安（Leon Sir）                             |
| 2021年      | 換命真相           | 結他手（第24集）                               |
| 2021年      | 愛上我的衰神       | 盧學洋（第1集）                                |
| 2022年      | 鐵拳英雄           | 驚 蟄                                          |
| 2022年      | 童時愛上你         | 魏科學                                         |
| 2022年      | 白色強人II         | 李 曉（第21集）                                |
| 2023年      | 新四十二章         | 高勝基                                         |
| 邵氏兄弟    |                    |                                                |
| 2022年      | 飛虎3壯志英雄      | 飛虎隊隊員                                     |
| 2023年      | 廉政狙擊           | 李秀嘉之男伴（第16集）                         |

### 迷你網劇
| 首播     | 劇名   | 角色   |
| 二紅製作 |        |        |
| 2017年   | 好朋誘 | 男朋友 |

### 電影
| 首映   | 電影名                           | 角色       |
| 2011年 | 喜愛夜蒲                         |            |
| 2014年 | 分手100次                        | 跑 手      |
| 2017年 | 小男人週記3之吾家有喜            | 辦公室員工 |
| 2018年 | 一家大                           |            |
| 2019年 | 呢個阿媽唔簡單（無綫電視微電影） | 朋 友      |

### 舞台劇
| 首演     | 劇名                       | 角色   |
| 爆炸戲棚 |                            |        |
| 2019年   | 我們的青春日誌             | Victor |
| 2020年   | 我們的青春日誌2020（重演） | Victor |
| 2023年   | 我們的青春日誌             | Victor |

### 綜藝節目
| 首播     | 節目名                                       | 備註                                       |
| 無綫電視 |                                              |                                            |
| 2013年   | 超級無敵獎門人 終極篇                        | 與何廣沛、陳華鑫及梁茵一同擔任獎品先生小姐 |
| 2013年   | 今日VIP                                      | 5月10日嘉賓                                |
| 2015年   | 滋味男女                                     | 第9集嘉賓                                  |
| 2015年   | 超強選擇1分鐘                                | 第20集嘉賓                                 |
| 2016年   | myTV SUPER呈獻：萬千星輝放暑假               | 演出嘉賓                                   |
| 2016年   | J2靚聲王                                     | 第31集嘉賓                                 |
| 2017年   | 兄弟幫                                       | 第1891、1892、1901、1902集嘉賓             |
| 2017年   | Big Boys歷險記                               | 嘉賓                                       |
| 2017年   | 今日VIP                                      | 11月10日、12月26日嘉賓                     |
| 2018年   | 大玩特玩                                     | 演出                                       |
| 2018年   | big big channel 大公司周年慶                 | 演出嘉賓                                   |
| 2018年   | 萬千星輝賀台慶2018                           | 演出                                       |
| 2018年   | 兄弟幫                                       | 第2226、2227集嘉賓                         |
| 2018年   | 流行經典50年                                 | 第57、68集嘉賓                             |
| 2018年   | 今日VIP                                      | 12月24日嘉賓                               |
| 2018年   | 流行都市                                     | 12月31日嘉賓                               |
| 2019年   | 電競王                                       | 第9 - 11、19集嘉賓                         |
| 2019年   | 深夜美食團                                   | 第37集嘉賓                                 |
| 2019年   | 公益金萬眾同心50年                           | 演出                                       |
| 2019年   | 流行都市                                     | 6月13日嘉賓                                |
| 2019年   | 兄弟幫                                       | 第2383、2384集嘉賓                         |
| 2019年   | 香港唱好演唱會                               | 演出嘉賓                                   |
| 2020年   | 安樂蝸                                       | 第467集嘉賓                                |
| 2020年   | 流行經典50年                                 | 第32集嘉賓                                 |
| 2020年   | 衝上雲霄大選                                 | 演出                                       |
| 2021年   | 明星運動會                                   | 演出乒乓球項目                             |
| 2022年   | 英格蘭足總盃2021/2022決賽 – 車路士 對 利物浦 | 演出                                       |
| 2022年   | Hands Up                                     | 5月22日嘉賓                                |

### 主持節目
| 首播          | 節目名                                | 備註 |
| 無綫電視      |                                       | |
| 2014 - 2015年 | 激優一族                              | 與譚嘉儀、陳潔玲、劉佩玥、何廣沛及周奕瑋一同主持                                                                                               |
| 2015 - 2019年 | Y Angle                               | 與黃庭鋒、駱胤鳴、周奕瑋、鄺潔楹、譚嘉儀及何廣沛一同主持                                                                                       |
| 2015 - 2018年 | 安樂蝸                                | 與狄易達、林穎彤、林希靈 、劉穎鏇及林凱恩一同主持                                                                                              |
| 2016年        | 一綫娛樂                              | Star Hunter（衛志豪、謝文欣、梁麗翹、黃煦齡、周奕瑋、陳浚霆）之一                                                                              |
| 2016年        | 2016繽Fun娛樂大派對                   | Star Hunter（衛志豪、謝文欣、梁麗翹、黃煦齡、周奕瑋、陳浚霆）之一                                                                              |
| 2017年        | 真係咁都得                            | 與林伊麗、林韋辰及黃庭鋒一同主持 |
| 2017年        | 季節限定 秋冬                         | 與林伊麗、林韋辰及黃庭鋒一同主持 |
| 2018年        | X偏方 全民拆解                        | 與陸浩明、梁嘉琪及李旻芳一同主持 |
| 2019年        | 快樂中年                              | 與鄭丹瑞、張寶兒、丁子朗及吳沚默一同主持 |
| 2019年        | 深夜美食團                            | 第40集起；與崔建邦、張秀文、黃愷怡、張致恆、思霆及林希靈一同主持                                                                               |
| 2019年        | 9個紀錄的誕生2019 TVB大專紀實短片比賽 | 與黃愷怡一同主持 |
| 2020年至今    | 流行都市                              | ；主持之一之一（與安德尊、胡諾言、焦浩軒、吳天佑、宋芝齡、劉彩玉、姚嘉妮、彭慧中、陳詩欣、黃嘉雯、蔡嘉欣、謝芷倫、張美妮、林秀怡及朱智賢主持） |

### 網絡節目
| 首播   | 節目名                         | 備註                    |
| 2014年 | 香港討論區 × TVB LiveChat 直播 | 主持                    |
| 2016年 | MytvSuper Facebook Live直播    | 主持                    |
| 2016年 | 一周之星                       | 主持（MytvSuper）       |
| 2017年 | Sa Sa Beauty Live              | 主持                    |
| 2017年 | Bad Boys Club 之女神來我家     | 主持（big big channel） |

### 音樂錄像
| 年份   | 歌名       | 歌手         |
| 2014年 | 不如告白   | 許靖韻       |
| 2015年 | 本公主不要 | 她她         |
| 2015年 | 只是太早   | 麥芽（Myar） |
| 2017年 | 死亡之吻   | 關楚耀       |
| 2018年 | 龍鬚糖     | 李克勤       |
| 2018年 | 爸媽       | 麥芽（Myar） |
| 2021年 | 好情人     | 譚嘉儀       |

### 廣告
| 年份   | 產品                                                    |
| 電視   |                                                         |
| 2010年 | 百老匯電器                                              |
| 2012年 | 合味道杯麵                                              |
| 2013年 | 麥當勞「黑白珍珠奶茶、焦糖新地」                        |
| 2014年 | 理財18「幫你 DEAL 到盡！」                              |
| 2014年 | 唐龍食品有限公司「Striking 爆炸糖」                     |
| 2014年 | Harmonet Online                                         |
| 2016年 | 磁理妥「磁力貼」                                        |
| 2017年 | 富臨海鮮酒家                                            |
| 2018年 | 萬茂堂「跌打酒」                                        |
| 2018年 | Simply Life 家具用品店「Simply love it」                |
| 2019年 | WeWa 銀聯信用卡「就係咁即時 唔係 Fantasy」              |
| 網絡   |                                                         |
| 2020年 | 香港遺傳性乳癌家族資料庫「關·乳·愛2020 - 《乳日誌友》」 |

### 電台節目
- 2018年11月11日：香港電台第二台《2000靚歌再重聚》 - 嘉賓

## 音樂作品

### 歌曲
| 年份   | 歌名         | 備註                           |
| 翻唱   |              |                                |
| 2016年 | 舊街角       | 連詩雅歌曲                     |
| 2016年 | 沙燕之歌     | Supper Moment 歌曲             |
| 2016年 | 你，好不好？ | 周興哲歌曲                     |
| 2016年 | 創造晴天     | 《創世紀》主題曲、羅嘉良歌曲   |
| 2018年 | 離開了的雙手 | 改編自韓國歌曲《EyesNoseLips》 |
| 2018年 | 鏡子說       | 容祖兒歌曲                     |
| 2021年 | 投降吧       | 《換命真相》插曲、鄭俊弘歌曲   |
| 合唱   |              |                                |
| 2018年 | 誘心         | 與利穎怡合唱《好朋誘》主題曲   |

## 曾獲獎項與提名
| 年份   | 獎項                                                   | 結果 |
| 2007年 | Yo - Park Hip Hop 比賽 - 殿軍                          | 獲獎 |
| 2010年 | 英皇新秀歌唱大賽2010「金咪大獎」（冠軍）               | 獲獎 |
| 2010年 | 英皇新秀歌唱大賽2010「最受歡迎網上人氣獎」             | 獲獎 |
| 2018年 | 2018香港電視大獎「男配角獎（劇集）」                   | 提名 |
| 2018年 | 2018香港電視大獎「節目主持人獎」（页面存档备份，存于） | 提名 |

## 外部連結
- 譚永浩的Facebook專頁
- 譚永浩的Instagram帳戶
- 譚永浩的新浪微博
- YouTube上的譚永浩頻道
- 譚永浩在香港影庫上的簡介